# Falange obliqua

Principi d'acció de la falange obliqua.

La falange obliqua (en grec antic Λοξή φάλαγγα, loxè falange) va ser una tècnica de combat inventada pel general tebà Epaminondes. Així com la falange hoplítica es componia tradicionalment de 8 a 12 files de profunditat, xifra que variava en funció de les ciutats, en particular en la dels tebans. Ja el 424 aC, aquests van organitzar les seves tropes en 25 files de profunditat quan en la batalla de Delio durant la Guerra del Peloponès es van enfrontar als atenesos i els seus aliats. Aquesta disposició va ser portada al paroxisme en el 371 aC quan es van enfrontar en la batalla de Leuctra als lacedemonis (Esparta) amb 50 files de profunditat. Però el geni tàctic de Epaminondes, que manava llavors als tebans, no es va limitar únicament a aquesta particular formació, sinó també per la innovació de la disposició de les tropes sobre el terreny. Va situar el seu contingent d'elit a l'ala esquerra, és a dir, davant l'elit enemiga. L'element sorpresa i l'efecte psicològic, van fer que els espartans no resistissin el formidable embat de les 50 files enemigues. L'ala esquerra, sent desbordada i la dreta aclaparada, es va desconcertar. Epaminondes va utilitzar una altra vegada aquesta nova tàctica aplicant la falange anomenada obliqua en la batalla de Mantinea (362 aC).